# Barbara Graham
Barbara Elaine Graham (26 de junio de 1923 - 3 de junio de 1955) fue una ex prostituta y convicta estadounidense. Fue ejecutada en la cámara de gas el mismo día que sus dos cómplices convictos, Jack Santo y Emmett Perkins, todos los cuales estaban involucrados en el robo que llevó al asesinato de una anciana viuda. Apodada "Bloody Babs" por la prensa, Graham fue la tercera mujer en ser ejecutada en la cámara de gas en California.
Su historia de vida fue contada en la película de 1958 ¡Quiero vivir! (I Want to Live!), la cual fue interpretada por Susan Hayward, que ganó el Oscar a la Mejor Actriz por su actuación como Graham.

## Primeros años
Graham nació como Barbara Elaine Ford el 26 de junio de 1923 en Oakland, California, de una joven madre soltera llamada Hortense Ford (12 de junio de 1906 - 14 de agosto de 1989), quien se ganaba la vida como prostituta. El 23 de febrero de 1925, Hortense Ford dio a luz a una segunda hija fuera del matrimonio, Claire Elizabeth. Hortense Ford se casó más tarde con un hombre llamado Joseph Wood, cuyo apellido fue dado a Barbara y Claire. Hortense tuvo un hijo con Joseph Wood, llamado Joseph Robert Wood, nacido el 27 de marzo de 1930. Sin embargo, cuando Joseph Robert nació, se dice que el padre murió. Hortense Ford Wood era de ascendencia portuguesa (de las Azores) por parte de padre, siendo el apellido original de familia Furtado.
Cuando Barbara tenía dos años, su madre, con diecinueve años, fue enviada a un reformatorio. Barbara fue criada por familiares y extraños, y, aunque inteligente, tenía una educación limitada. Apenas adolescente, fue arrestada por vagabundeo y condenada a servir un tiempo en la Escuela Estatal de Ventura para Chicas (Ventura State School for Girls), el mismo reformatorio donde había estado su madre.
Liberada del reformatorio en 1939, Barbara trató de hacer un nuevo comienzo para ella. Se casó con Harry Kielhamer (1913-1993), un guardacostas de los Estados Unidos, en 1940, se inscribió en una escuela de negocios y pronto tuvo sus dos primeros hijos. Pero el matrimonio no fue un éxito, y en 1942, se había divorciado. Harry Kielhamer recibió la custodia de sus dos hijos. Durante los siguientes años, ella se casó dos veces más, pero cada uno de estos intentos de una vida normal fracasó.
Se dice que Barbara entonces se convirtió en prostituta, como su madre lo había hecho antes: durante la Segunda Guerra Mundial, se informó que ejercía su oficio como lo que se conocía en algunos círculos como una "gaviota", prostituta que "se reunía" en parejas o grupos cerca de las bases navales. Se supone que Barbara comenzó a trabajar de esta manera cerca de la base del ejército en Oakland, el depósito de suministros navales de Oakland, y la estación aérea naval de Alameda. En 1942, ella y otras "gaviotas" volaron a Long Beach y San Diego. Fue arrestada por cargos de vicio en estas ciudades navales y en San Pedro. A los 22 años, con su buena apariencia, cabello rojo y atractiva, trabajó durante un tiempo en San Francisco en el burdel de la señora Sally Stanford. Pronto se involucró en los ambientes ilegales de drogas y juegos de azar, cultivando una serie de amigos que eran ex convictos y delincuentes profesionales conocidos. Graham recibió una condena de cinco años por perjurio como falso testigo en la coartada falsa de dos delincuentes de poca monta, y cumplió su condena en la prisión estatal de mujeres de California en Tehachapi. Después de su paso por la prisión del estado, Barbara se trasladó a la ciudad de Reno, y luego a Tonopah, también en Nevada. Trabajó en un hospital y como camarera. Pero pronto se subió a un autobús de nuevo hacia Los Ángeles, donde consiguió una habitación en Hollywood Boulevard y regresó de nuevo a la prostitución. En 1953, se casó con un camarero, Henry Graham, con quien tuvo su tercer hijo, llamado Tom.

## Asesinato de Mabel Monohan
Henry Graham era un criminal endurecido y adicto a las drogas. A través de él, Barbara conoció a sus amigos criminales Jack Santo y Emmett Perkins. Ella comenzó un romance con Perkins, quien le habló acerca de una viuda de 64 años, Mabel Monohan, de quien se decía que guardaba una gran cantidad de dinero en efectivo en su casa en Burbank.
El 9 de marzo de 1953, Barbara se unió a Perkins y Santo, así como John True y Baxter Shorter (dos de sus asociados), en el robo de la casa de Monohan en Burbank. Barbara se ganó la entrada a la casa pidiendo usar su teléfono. Una vez que Monohan le abrió la puerta a Graham, los tres hombres irrumpieron dentro. La cuadrilla exigió dinero y las joyas de Monohan, pero ella se negó a darles nada. En este punto, de acuerdo con la declaración y testimonio de John True, Barbara comenzó brutalmente a darle culatazos en la cabeza a la señora Monohan, provocándole fracturas craneales y luego la asfixió hasta la muerte con una almohada.
El intento de robo fue un esfuerzo en vano; la banda no encontró nada de valor en la casa y se fueron con las manos vacías. Más tarde se enteraron de que habían pasado por alto unos 15.000 dólares en joyas y objetos de valor escondidos en un bolso en el armario cerca de donde habían asesinado a Monohan.

## Arresto y procedimiento
Finalmente con el tiempo algunos de los miembros de la banda fueron detenidos y John True aceptó convertirse en testigo del Estado a cambio de inmunidad judicial. En la corte, True testificó contra Graham, quien continuamente proclamó su inocencia. La prensa la apodó "Bloody Babs", reflejando el disgusto público por sus presuntas acciones. Conociendo las consecuencias de su estado al no tener coartada, Graham procedió a dañar su propia defensa cuando desesperadamente aceptó la oferta artificial de otra interna, de pagar $ 25,000 para la interna y un "amigo" que le proporcionarían una coartada falsa. La interna, sin embargo, estaba trabajando en conjunto con un policía encubierto para reducir su propia sentencia por homicidio vehicular. El oficial se ofreció a hacerse pasar como el "novio" de Graham y que estaba con ella la noche del asesinato, pero solo si ella le confesaba que realmente estaba en la escena del crimen. El oficial estaba grabando la conversación. Este intento de soborno y perjurio, así como la confesión de que ella estaba en la escena del asesinato de Monohan, destruyó completamente la credibilidad de Graham ante el tribunal. Cuando se le preguntó en el juicio por estas acciones ella dijo, "Oh, ¿alguna vez has estado desesperado? ¿Sabes lo que significa no saber qué hacer?". Graham fue finalmente condenada, mientras que la informante fue inmediatamente liberada de la cárcel y su sentencia conmutada por el tiempo cumplido.

## Apelaciones y ejecución
Graham, Santo y Perkins fueron condenados a muerte por el robo y el asesinato. Graham apeló su sentencia mientras estaba recluida en el Instituto para Mujeres de California en Chino. Sus apelaciones fallaron, y fue trasladada a la Prisión Estatal de San Quintín a la espera de su ejecución. El 3 de junio de 1955, estaba programado que fuera ejecutada a las 10:00 a. m., pero se pospuso por el gobernador de California Goodwin J. Knight hasta las 10:45 de la mañana. A las 10:43 de la mañana, la ejecución fue suspendida de nuevo por el gobernador Knight hasta las 11:30 horas, y una cansada Graham protestó: "¿Por qué me torturan? Yo estaba lista para irme a las diez en punto". A las 11:28 a. m., Graham fue llevada de su celda para ser atada en la cámara de gas. Allí, pidió una venda para no tener que mirar a los observadores. Una de las guardianas le ofreció su antifaz de dormir. Sus últimas palabras fueron: "La gente buena siempre está tan segura de que tienen razón". Durante su ejecución, tras ser advertida de que tomar una respiración profunda después de que los pellets de cianuro fueran lanzados agilizaría el proceso, ella respondió: "¿Cómo diablos lo sabe?".
Barbara Graham está enterrada en el Mount Olivet Cemetery, en San Rafael, California.

## En la cultura popular
- La actriz Susan Hayward ganó el Premio Óscar a la Mejor Actriz por interpretar a Graham en la película ¡Quiero vivir! (I Want to Live!) (1958), que sugiere fuertemente que Graham era inocente. Sin embargo, gran parte de la película es ficcionada; en particular, la presentación de la forma en que la policía encontró y detuvo a Graham. La evidencia claramente señaló su culpabilidad.[6] El reportero Gene Blake, que cubrió el juicio de asesinato de Graham para el diario Los Angeles Times, desestimó la película como "una pieza dramática y elocuente de propaganda a favor de la abolición de la pena de muerte".[6] El reportero de Los Angeles Herald-Examiner, Bill Walker, también expuso las inexactitudes de la película en su artículo en la edición de abril de 1959 de la revista Cavalier, "Hollywood Exposure 'I Want to Live' Hoax", y en un libro de 1961, The Case of Barbara Graham.

- Kathleen A. Cairns en Proof of Guilt: Barbara Graham and the Politics of Executing Women in America publicado en 2013, cuenta la vida, asesinato y condena y considera que Graham fue engañada por los victimarios masculinos de Monahan. Encuentra ¡Quiero vivir! (1958) un docudrama prácticamente exacto, con la excepción de tres ficciones menores. El libro es muy crítico con los medios de comunicación populares que sensacionalizaron a "Bloody Babs".[1]

- Graham fue interpretada por la actriz Lindsay Wagner en una versión de TV de 1983 de ¡Quiero vivir!.

- El caso Graham es recreado en la serie de televisión Las verdaderas mujeres asesinas de Discovery Channel, en el episodio 2 de la Temporada 4 (2010).

- La cantante de jazz/pop Nellie McKay tuvo una producción de gira de una hora titulada ¡Quiero vivir!, que cuenta la historia a través de estándares, melodías originales e interludios dramáticos.